# ブリオーナ
ブリオーナ（伊: Briona）は、イタリア共和国ピエモンテ州ノヴァーラ県にある、人口約1,100人の基礎自治体（コムーネ）。

## 地理

### 位置・広がり
| 隣接するコムーネは以下の通り。 - バレンゴ - カルティニャーガ - カルピニャーノ・セージア - カザレッジョ・ノヴァーラ - カステッラッツォ・ノヴァレーゼ - ファーラ・ノヴァレーゼ - モーモ - サン・ピエトロ・モゼッツォ - シッラヴェンゴ |